# 高橋孝治
高橋孝治（1月18日—）是日本的男性聲優。出身於東京都。隸屬於賢Production。血型A型。以前為Media Force的成員。

## 人物
興趣、特技是單板滑雪、旅行、撞球、棒球、網球。

## 演出作品
※粗體字為主要角色。

### 電視動畫
2009年
- 聖劍鍛造師（騎士）※專門學校時代

2012年
- 刀劍神域（風林火山成員、餐廳客人、湊熱鬧的人、劍士、玩家、火精靈、貓妖）
- K（秋山冰杜、艾利克·蘇爾特）

2013年
- 魔王勇者（魔族商人）
- DD北斗之拳
- Free!（男學生）
- 我不受歡迎，怎麼想都是你們的錯！（男學生）
- 大怪獸躍進超極疆界（凱姆爾人）
- 萌萌侵略者 OUTBREAK COMPANY（羅伊克·史雷森[2]）
- 青春紀行（男子A）
- 我要成為世界最強偶像（觀眾）
- 蒼藍鋼鐵戰艦（隊員D）
- 我的腦內戀礙選項（男子2、佐藤）
- 刀劍神域 Extra Edition（火精靈）

2014年
- 姐姐來了（藤總一郎[3]）
- 星刻龍騎士（亞修·布雷克[4]）
- 排球少年！！（他校選手）
- 如果折斷她的旗（乘客B）
- 大怪獸躍進超極疆界（達達B（Breaker Numbers））
- 偶像學園（工作人員）
- 斬！赤紅之瞳（家康[5]）
- Re：␣ 超能偵探社（真宮）

2015年
- Go！Princess 光之美少女（導覽員）
- K RETURN OF KINGS（艾利克·蘇爾特、秋山冰杜）

2016年
- 魔法使 光之美少女！（大野壯太）
- Anne Happy ♪（保育士2）
- 線上遊戲的老婆不可能是女生？（卡波丹、猫姬親衛隊員、首領B）
- 在下坂本，有何貴幹？（男學生）
- 吸血鬼僕人（洞堂[6]、相模）
- ViVid Strike!（不良）

2017年
- 政宗君的復仇（鈴木涼太）
- 進擊的巨人 Season 2（調查兵）
- 將國戡亂記（官吏）
- Princess Principal（士兵）
- Dies irae（俱樂部的男子）
- 新哆啦A夢（送貨員、男性、外賣候補、警官）

2018年
- 續 刀劍亂舞－花丸－（太鼓鐘貞宗[7]）
- 銀河英雄傳說 Die Neue These 邂逅（作業員）
- 狐狸之聲（蘇染、記者）
- 我的英雄學院 第四期（酒木泥泥）
- 忍者乱太郎（鬃刷竹忍者）
- 蠟筆小新（店員、怪獸、櫃台男性、搞笑藝人B、警察 等）

2019年
- 小書痴的下剋上：為了成為圖書管理員不擇手段！（約翰）

2020年
- 文豪與鍊金術師 ～審判的齒輪～（堀辰雄）

2022年
- 小書痴的下剋上：為了成為圖書管理員不擇手段！第三季（約翰）

### 劇場版動畫
2014年
- 劇場版 K MISSING KINGS（艾利克·蘇爾特、秋山冰杜）

### 遊戲
2010年
- Starry☆Sky 〜After Winter〜（學生 他）

2013年
- 大怪獸躍進超極疆界（扎拉布星人）
- 男友伴身邊（日向湊[8]）

2014年
- 學園K -Wonderful School Days-（秋山冰杜[9]）

2015年
- 學園K -Wonderful School Days- V Edition（秋山冰杜[10]）
- 創作愛麗絲與王子殿下！（源星夜）
- Puzzle Wonderland（主角[11]）
- 夢王國與沉睡中的100位王子殿下（弗祿[12]）

2016年
- 蒼空解放（克拉茲[13]）
- 刀劍亂舞（太鼓鐘貞宗[14]）
- 文豪與鍊金術師（堀辰雄）

2023年
- 寶可夢大師（阿波羅）

### 特攝
2016年
- 假面騎士Ghost（上級眼魔的聲音）

### 廣播劇CD
- 偶像大師2 睡美人
- 一起一起這裡那裡 第三卷
- 你的侍奉只有這種程度嗎？（朝霧良太）
- 我女友與青梅竹馬的慘烈修羅場
- 我女友與青梅竹馬的慘烈修羅場2（坂上學長・弟）
- 寄生彼女砂奈（增川唐人）
- 不迷途的羔羊 後篇
- 星刻龍騎士（亞修·布雷克[15]）
- 農林
- 妄想少女

### 有聲漫畫
- 你是我的小宇宙（源星夜）

## 外部連結
- 事務所公開簡歷 （页面存档备份，存于）（日語）
- 高橋孝治的X（前Twitter）（日語）